# Hasonló, mint a Hoth bolygó (Lost)
2009. április 15. került először adásba az amerikai ABC csatornán a sorozat 96. részeként. Melinda Hsu Taylor és Greggory Nations írta, és Jack Bender rendezte. Az epizód Miles-centrikus.